# Fort de Kondapalli
Le fort de Kondapalli, également appelé  Kondapalli Kota et Kondapalli Quilla, se trouve à l'ouest de la ville de Kondapalli, dans le district NTR de l'Andhra Pradesh, en Inde.
Construit par Prolaya Vema Reddy,,, du royaume de Reddi (en), au cours du XIVe siècle, il s'agit à l'origine d'un lieu de loisirs et un centre d'affaires, qui, par la suite, fait office de base d'entraînement militaire pour l'occupant britannique. Selon d'autres historiens, il est construit en 1360 par Anna Vema Reddy après qu'il eut capturé Kondapalli aux mains des Mudigonda Chalukyas. 
Le fort a abrité plusieurs dynasties, des souverains Reddi, à la dynastie Gajapati, en passant par les nawabs Nizam, puis la Compagnie des Indes orientales

## Galerie

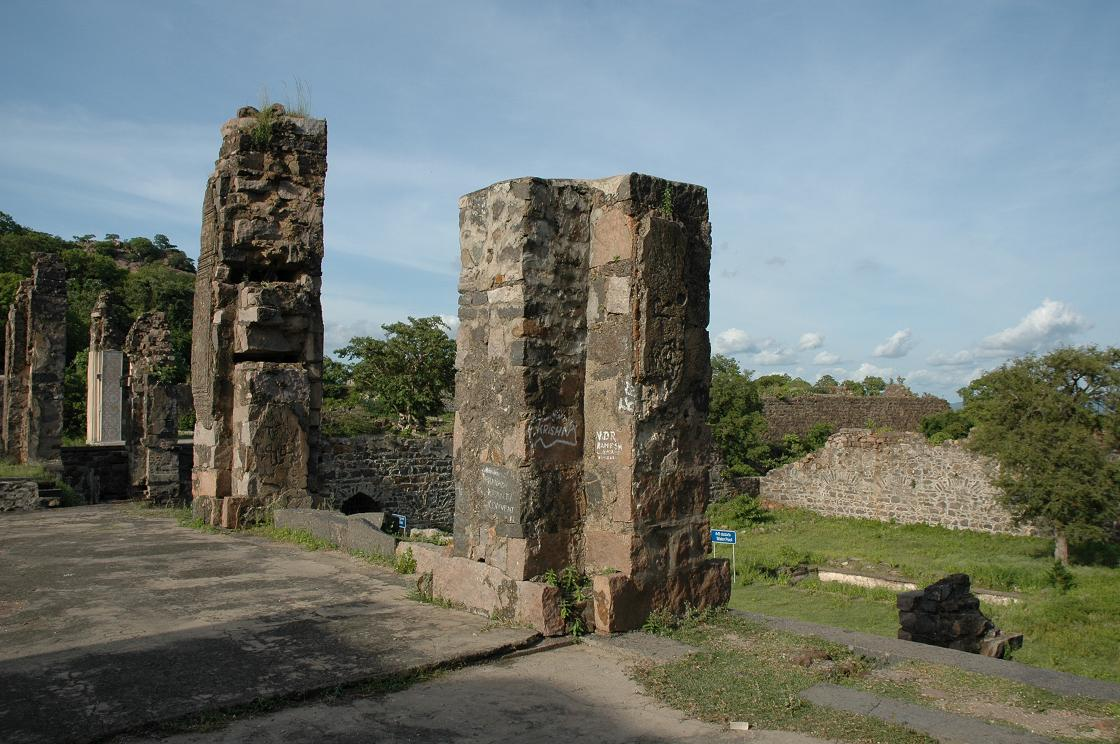
Parvis du fort.
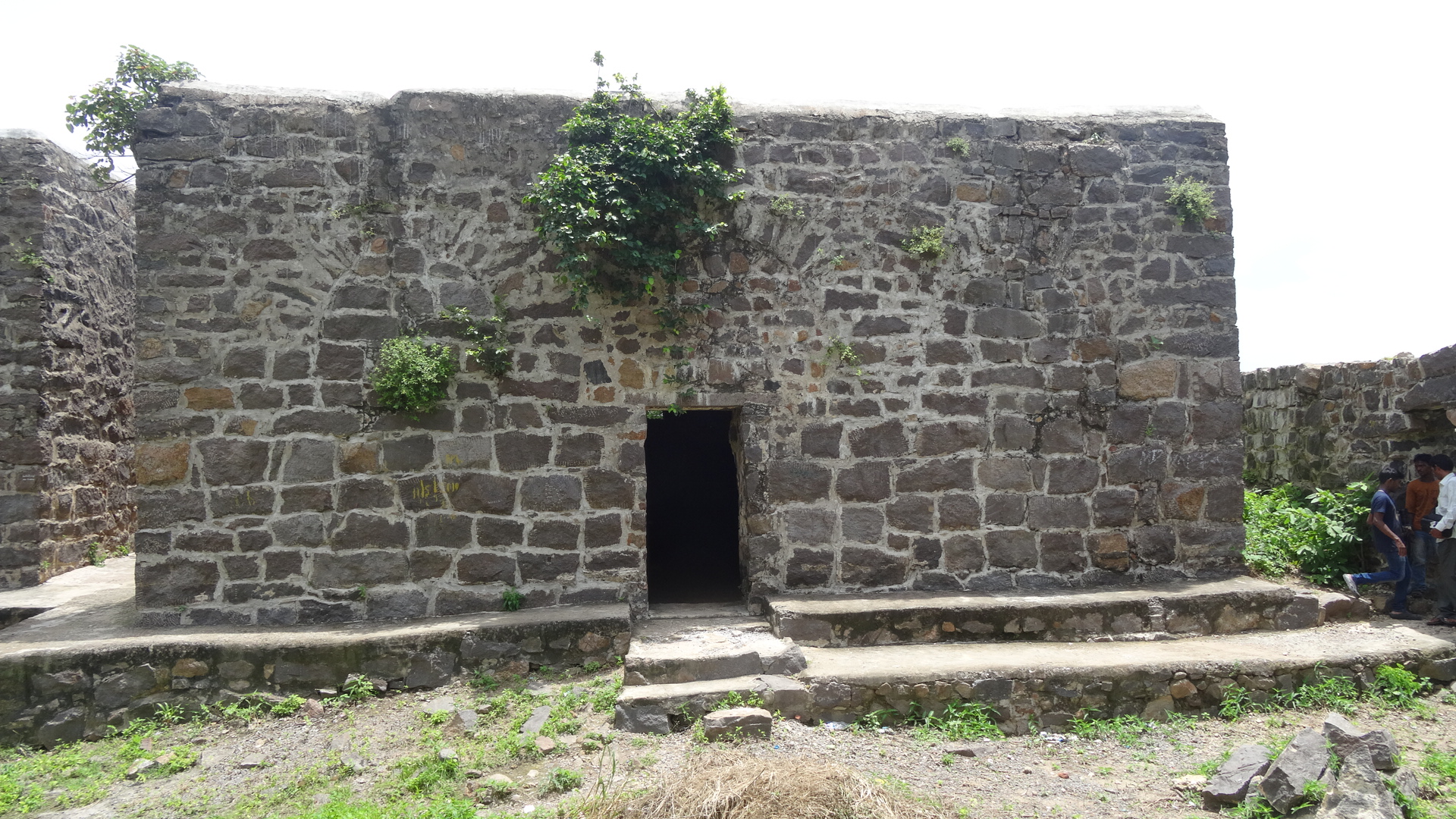
Prison royale du fort.
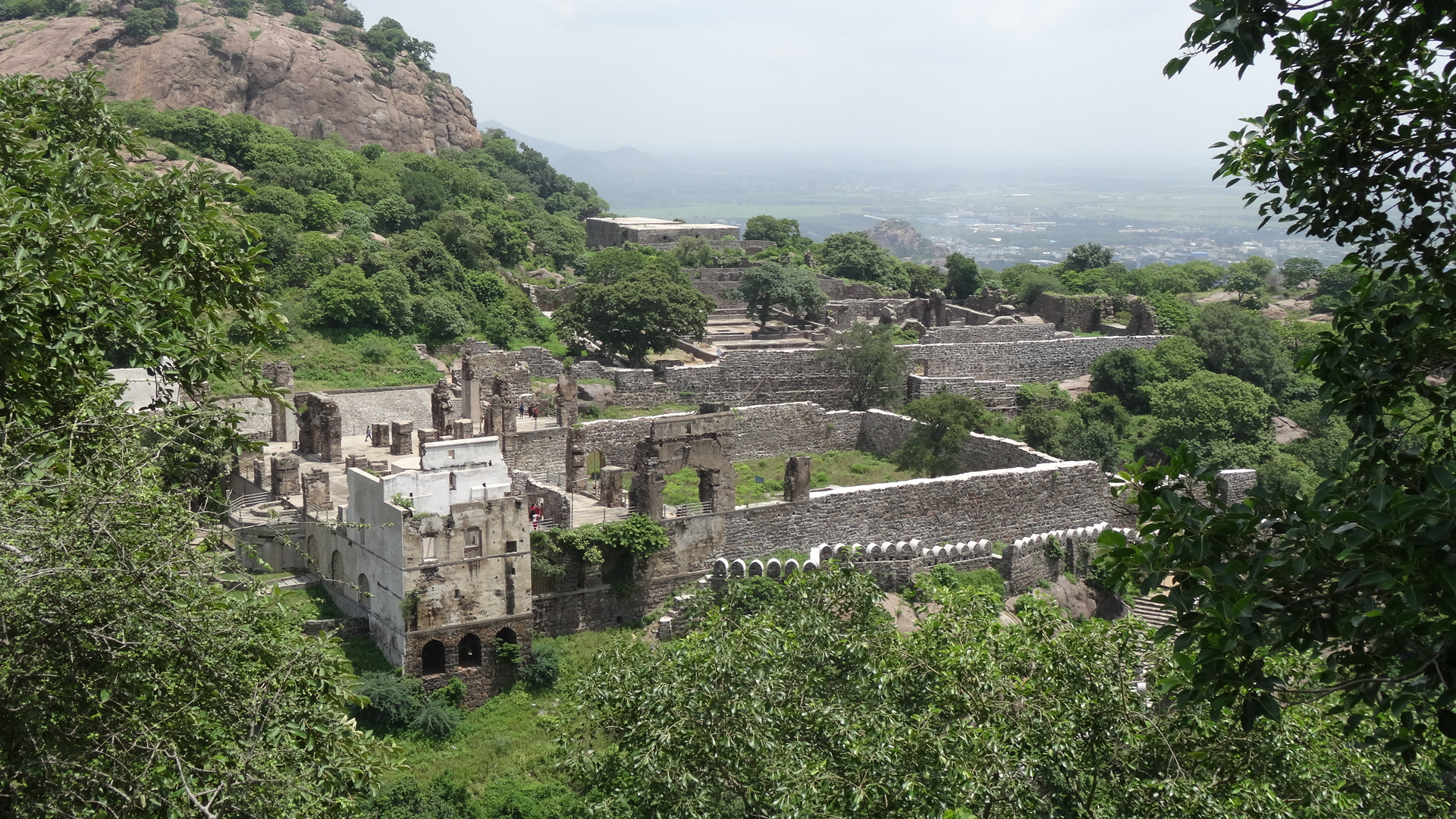
Vue distante du fort.